# Nos vemos en el camino
Nos vemos en el camino é o segundo álbum de estúdio da banda espanhola El Sueño de Morfeo. O disco foi lançado no dia 17 de abril de 2007 e rapidamente alcançou grande sucesso, recebendo o disco de ouro. Seu primeiro single foi "Para Toda La Vida", seguido de "Demasiado Tarde". O terceiro e último single foi "Chocar" gravado em parceria com o cantor italiano Nek.

## Faixas
Todas as músicas compostas por El Sueño de Morfeo.
| Edição padrão |                               |                                      |         |  |
| N.º           | Título                        | Compositor(es)                       | Duração |  |
| 1.            | "Nos Vemos en el Camino"      | David Feito                          | 3:31    |  |
| 2.            | "Nada Es Suficiente"          | David Feito                          | 3:34    |  |
| 3.            | "Un Túnel Entre Tú y Yo"      | David Feito                          | 1:46    |  |
| 4.            | "Para Toda la Vida"           | David Feito                          | 4:01    |  |
| 5.            | "Chocar"                      | Juan Luis Suarez, Raquel Del Rosario | 4:23    |  |
| 6.            | "Demasiado Tarde"             | David Feito                          | 3:26    |  |
| 7.            | "En un Rincón"                | David Feito                          | 3:36    |  |
| 8.            | "Ciudades Perdidas"           | David Feito, Raquel Del Rosario      | 3:47    |  |
| 9.            | "Entérate Ya"                 | Juan Luis Suarez, Raquel Del Rosario | 3:26    |  |
| 10.           | "No Me Dejes"                 | David Feito, Raquel Del Rosario      | 3:56    |  |
| 11.           | "Dentro de Ti"                | David Feito                          | 2:46    |  |
| 12.           | "Mi Columna de Opinión"       | David Feito, Raquel Del Rosario      | 3:30    |  |
| 13.           | "Capitulo II"                 | David Feito                          | 1:56    |  |
| 14.           | "Sonrisa especial (acústico)" |                                      | 3:34    |  |

| Reedição |                             |         |  |
| N.º      | Título                      | Duração |  |
| 15.      | "Chocar (part. Nek)"        | 4:23    |  |
| 16.      | "Para ti sería (part. Nek)" | 3:30    |  |
| 17.      | "Planeta particular"        |         |  |

## Singles
- 2007: "Para Toda La Vida" — #4 (SPA)
- 2007: "Demasiado Tarde" — #7 (SPA)
- 2008: "Chocar" (com Nek)